# Sovjetska hokejska liga
Sovjetska hokejska liga (rusko Чемпионат СССР) je bila najvišje hokejsko ligaško tekmovanje v Sovjetski zvezi, ki je potekalo med letoma 1946 in 1992. Najuspešnejši klub je CSKA Moskva z dvaintridesetimi naslovi sovjetskega prvaka. Čeprav je sredi sezone 1991/92 Sovjetska zveza razpadla, so klubi sezono odigrali do konca.

## Po letih
| Sezona  | Prvak          | Podprvak          | Tretji             | Pokalni prvak  |
| ------- | -------------- | ----------------- | ------------------ | -------------- |
| 1946/47 | Dinamo Moskva  | CSKA Moskva       | Spartak Moskva     | -              |
| 1947/48 | CSKA Moskva    | Spartak Moskva    | Dinamo Moskva      | -              |
| 1948/49 | CSKA Moskva    | VVS Moskva        | Dinamo Moskva      | -              |
| 1949/50 | CSKA Moskva    | Dinamo Moskva     | Krila Sovjetov     | -              |
| 1950/51 | VVS Moskva     | Dinamo Moskva     | Krila Sovjetov     | Krila Sovjetov |
| 1951/52 | VVS Moskva     | CSKA Moskva       | Dinamo Moskva      | VVS Moskva     |
| 1952/53 | VVS Moskva     | CSKA Moskva       | Dinamo Moskva      | Dinamo Moskva  |
| 1953/54 | Dinamo Moskva  | CSKA Moskva       | Krila Sovjetov     | CSKA Moskva    |
| 1954/55 | CSKA Moskva    | Krila Sovjetov    | Dinamo Moskva      | Dinamo Moskva  |
| 1955/56 | CSKA Moskva    | Krila Sovjetov    | Dinamo Moskva      | CSKA Moskva    |
| 1956/57 | Krila Sovjetov | CSKA Moskva       | Dinamo Moskva      | -              |
| 1957/58 | CSKA Moskva    | Krila Sovjetov    | Dinamo Moskva      | -              |
| 1958/59 | CSKA Moskva    | Dinamo Moskva     | Krila Sovjetov     | -              |
| 1959/60 | CSKA Moskva    | Dinamo Moskva     | Krila Sovjetov     | -              |
| 1960/61 | CSKA Moskva    | Torpedo Gorki     | Lokomotiv Moskva   | CSKA Moskva    |
| 1961/62 | Spartak Moskva | Dinamo Moskva     | CSKA Moskva        | -              |
| 1962/63 | CSKA Moskva    | Dinamo Moskva     | Spartak Moskva     | -              |
| 1963/64 | CSKA Moskva    | Dinamo Moskva     | Spartak Moskva     | -              |
| 1964/65 | CSKA Moskva    | Spartak Moskva    | Himik Voskresensk  | -              |
| 1965/66 | CSKA Moskva    | Spartak Moskva    | Dinamo Moskva      | CSKA Moskva    |
| 1966/67 | Spartak Moskva | CSKA Moskva       | Dinamo Moskva      | CSKA Moskva    |
| 1967/68 | CSKA Moskva    | Spartak Moskva    | Dinamo Moskva      | CSKA Moskva    |
| 1968/69 | Spartak Moskva | CSKA Moskva       | Dinamo Moskva      | CSKA Moskva    |
| 1969/70 | CSKA Moskva    | Spartak Moskva    | Himik Voskresensk  | Spartak Moskva |
| 1970/71 | CSKA Moskva    | Dinamo Moskva     | SKA Leningrad      | Spartak Moskva |
| 1971/72 | CSKA Moskva    | Dinamo Moskva     | Spartak Moskva     | Dinamo Moskva  |
| 1972/73 | CSKA Moskva    | Spartak Moskva    | Krila Sovjetov     | CSKA Moskva    |
| 1973/74 | Krila Sovjetov | CSKA Moskva       | Dinamo Moskva      | Krila Sovjetov |
| 1974/75 | CSKA Moskva    | Krila Sovjetov    | Spartak Moskva     | -              |
| 1975/76 | Spartak Moskva | CSKA Moskva       | Dinamo Moskva      | Dinamo Moskva  |
| 1976/77 | CSKA Moskva    | Dinamo Moskva     | Traktor Čeljabinsk | CSKA Moskva    |
| 1977/78 | CSKA Moskva    | Dinamo Moskva     | Krila Sovjetov     | -              |
| 1978/79 | CSKA Moskva    | Dinamo Moskva     | Spartak Moskva     | CSKA Moskva    |
| 1979/80 | CSKA Moskva    | Dinamo Moskva     | Spartak Moskva     | -              |
| 1980/81 | CSKA Moskva    | Spartak Moskva    | Dinamo Moskva      | -              |
| 1981/82 | CSKA Moskva    | Spartak Moskva    | Dinamo Moskva      | -              |
| 1982/83 | CSKA Moskva    | Spartak Moskva    | Dinamo Moskva      | -              |
| 1983/84 | CSKA Moskva    | Spartak Moskva    | Himik Voskresensk  | -              |
| 1984/85 | CSKA Moskva    | Dinamo Moskva     | Sokol Kijev        | -              |
| 1985/86 | CSKA Moskva    | Dinamo Moskva     | Spartak Moskva     | CSKA Moskva    |
| 1986/87 | CSKA Moskva    | Dinamo Moskva     | SKA Leningrad      | -              |
| 1987/88 | CSKA Moskva    | Dinamo Riga       | Dinamo Moskva      | -              |
| 1988/89 | CSKA Moskva    | Himik Voskresensk | Krila Sovjetov     | -              |
| 1989/90 | Dinamo Moskva  | CSKA Moskva       | Himik Voskresensk  | Krila Sovjetov |
| 1990/91 | Dinamo Moskva  | Spartak Moskva    | Krila Sovjetov     | -              |
| 1991/92 | Dinamo Moskva  | CSKA Moskva       | Spartak Moskva     | -              |

## Najboljši igralci
| Sezona  | Najboljši po točkah | Najboljši strelec                                  | MVP sezone                         |
| ------- | ------------------- | -------------------------------------------------- | ---------------------------------- |
| 1946/47 |                     | Anatolij Tarasov                                   |                                    |
| 1947/48 |                     | Vsevolod Bobrov                                    |                                    |
| 1948/49 |                     | Aleksej Gurišev                                    |                                    |
| 1949/50 |                     | Viktor Šuvalov                                     |                                    |
| 1950/51 |                     | Vsevolod Bobrov                                    |                                    |
| 1951/52 |                     | Vsevolod Bobrov                                    |                                    |
| 1952/53 |                     | Aleksej Gurišev                                    |                                    |
| 1953/54 |                     | Beljajev Bekjašev                                  |                                    |
| 1954/55 |                     | Aleksej Gurišev                                    |                                    |
| 1955/56 |                     | Vladimir Grebenikov                                |                                    |
| 1956/57 |                     | Aleksej Gurišev                                    |                                    |
| 1957/58 |                     | Aleksej Gurišev                                    |                                    |
| 1958/59 |                     | Konstantin Loktev                                  |                                    |
| 1959/60 |                     | Robert Saharovski                                  |                                    |
| 1960/61 |                     | Jurij Paramoškin                                   |                                    |
| 1961/62 |                     | Jevgenij Grošev                                    |                                    |
| 1962/63 |                     | Venjamin Aleksandrov                               |                                    |
| 1963/64 |                     | Aleksander Almetov                                 |                                    |
| 1964/65 |                     | Viktor Ciplakov                                    |                                    |
| 1965/66 | Anatolij Firsov     | Anatolij Firsov                                    |                                    |
| 1966/67 | Viktor Polulanov    | Vjačeslav Staršinov                                |                                    |
| 1967/68 | Vjačeslav Staršinov | Vjačeslav Staršinov                                | Anatolij Firsov                    |
| 1968/69 | Aleksander Jakušev  | Aleksander Jakušev                                 | Anatolij Firsov                    |
| 1969/70 | Vladimir Petrov     | Vladimir Petrov                                    | Viktor Konovalenko                 |
| 1970/71 | Aleksander Malcev   | Valerij Harlamov                                   | Anatolij Firsov                    |
| 1971/72 | Valerij Harlamov    | Vladimir Vikulov                                   | Valerij Harlamov Aleksander Malcev |
| 1972/73 | Vladimir Petrov     | Vladimir Petrov                                    | Valerij Harlamov                   |
| 1973/74 | Vjačeslav Anisin    | Aleksander Jakušev                                 | Vladislav Tretjak                  |
| 1974/75 | Vladimir Petrov     | Boris Mihajlov                                     | Vladislav Tretjak                  |
| 1975/76 | Viktor Šalimov      | Helmuts Balderis Boris Mihajlov Aleksander Jakušev | Vladislav Tretjak                  |
| 1976/77 | Helmuts Balderis    | Helmuts Balderis                                   | Helmut Balderis                    |
| 1977/78 | Vladimir Petrov     | Boris Mihajlov                                     | Boris Mihajlov                     |
| 1978/79 | Vladimir Petrov     | Vladimir Petrov                                    | Boris Mihajlov                     |
| 1979/80 | Sergej Makarov      | Sergej Makarov                                     | Sergej Makarov                     |
| 1980/81 | Sergej Makarov      | Sergej Makarov                                     | Vladislav Tretjak                  |
| 1981/82 | Sergej Makarov      | Aleksander Koževnikov                              | Vjačeslav Fetisov                  |
| 1982/83 | Helmuts Balderis    | Aleksej Frolikov                                   | Vladislav Tretjak                  |
| 1983/84 | Sergej Makarov      | Helmuts Balderis                                   | Nikolaj Drozdecki                  |
| 1984/85 | Sergej Makarov      | Vladimir Krutov                                    | Sergej Makarov                     |
| 1985/86 | Sergej Makarov      | Vladimir Krutov                                    | Vjačeslav Fetisov                  |
| 1986/87 | Sergej Makarov      | Vladimir Krutov                                    | Vladimir Krutov                    |
| 1987/88 | Sergej Makarov      | Andrej Homutov                                     | Igor Larionov                      |
| 1988/89 | Sergej Makarov      | Sergej Makarov                                     | Sergej Makarov                     |
| 1989/90 | Dimitrij Kvartalnov | Ramil Juldašev                                     | Andrej Homutov                     |
| 1990/91 | Ramil Juldašev      | Ramil Juldašev                                     | Valerij Kamenski                   |
| 1991/92 | Roman Oksjuta       | Roman Oksjuta                                      |                                    |